# Ectatoderus tubulatus
Ectatoderus tubulatus är en insektsart som först beskrevs av Rehn, J.A.G. och Morgan Hebard 1912.  Ectatoderus tubulatus ingår i släktet Ectatoderus och familjen Mogoplistidae. Inga underarter finns listade i Catalogue of Life.